# Роял-Оук (станція метро)
51°31′09″ пн. ш. 0°11′17″ зх. д. / 51.519167° пн. ш. 0.188056° зх. д.

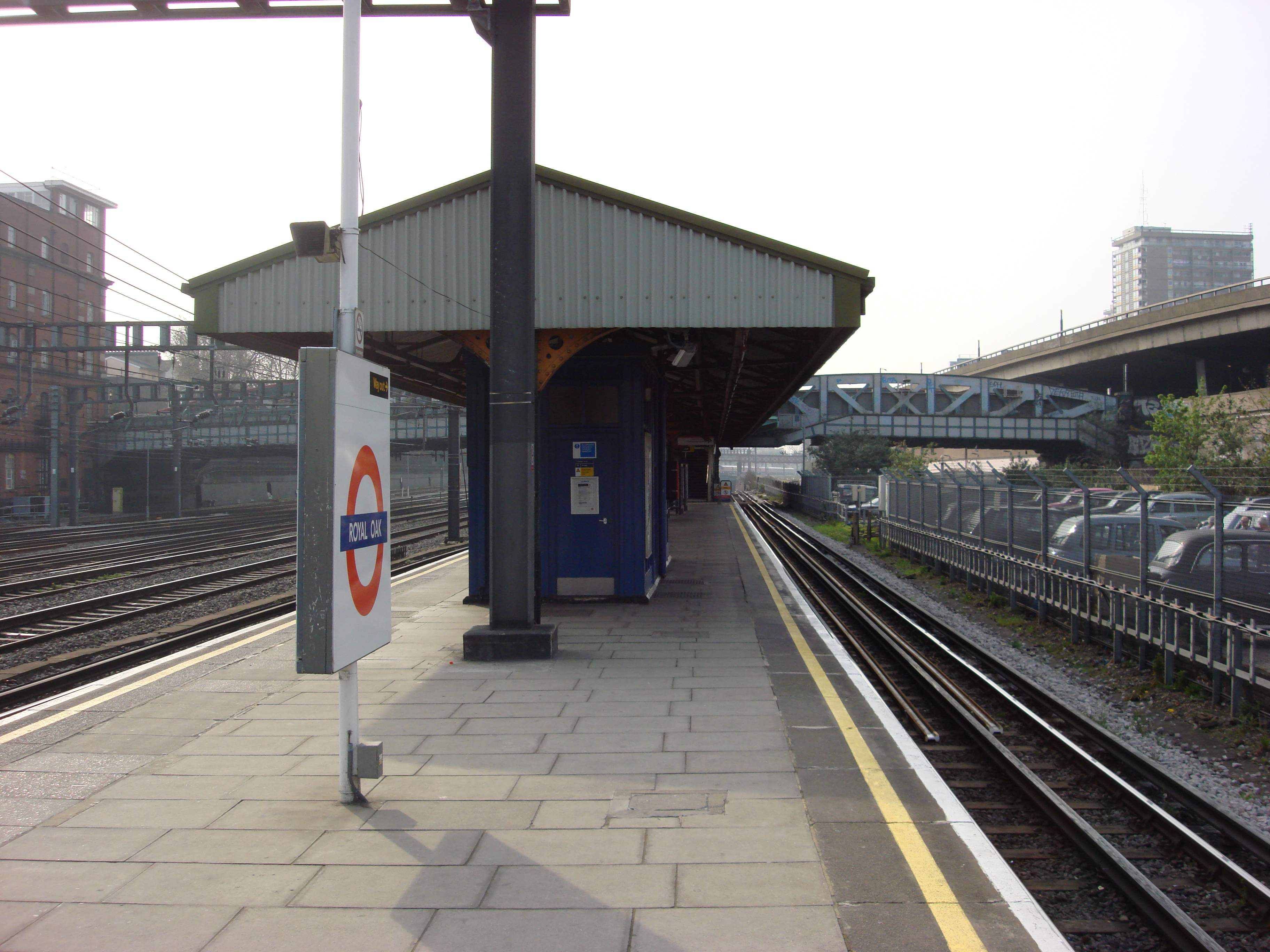
Платформа станції Роял-Оук

Роял-Оук (англ. Royal Oak) — станція Лондонського метрополітену ліній Кільцева та Гаммерсміт-енд-Сіті. Станція знаходиться у районі Вестбурн-Грін, Вестминстер, у 2-й тарифній зоні, між метростанціями Вестборн-парк та Паддінгтон. В 2017 році пасажирообіг станції становив 2.62 млн. пасажирів
Назва станції на честь паба "The Royal Oak" розташованого поруч
Траса лінії метро розташована паралельно до Great Western Main Line, головної залізничної лінії між Паддінгтоном і західною Англією.

## Історія
- 30 жовтня 1871 — відкриття станції у складі Metropolitan Railway (сьогоденна лінія Метрополітен).[5]
- 1 жовтня 1934 — закриття приміського руху.
- 13. грудня 2009 — відкриття руху потягів Кільцевої лінії.[6]

## Пересадки
Пересадки на автобуси маршрутів: 18, 36 та нічний маршрут N18. 